# Манолово
Манолово (болг. Манолово) — село в Болгарии. Находится в Старозагорской области, входит в общину Павел-Баня. Население составляет 786 человек.

## Политическая ситуация
В местном кметстве Манолово, в состав которого входит Манолово, должность кмета (старосты) исполняет Мурад Касим Моллаахмед (Движение за права и свободы (ДПС)) по результатам выборов правления кметства.
Кмет (мэр) общины Павел-Баня — Станимир Христов Радевски (инициативный комитет) по результатам выборов в правление общины.